# Diocese de Bruges
A Diocese de Bruges (em latim: Dioecesis Brugensis; em neerlandês: Bisdom Brugge) é um território eclesiástico latino ou diocese da Igreja Católica na Bélgica. É sufragânea na província eclesiástica da Arquidiocese de Malines-Bruxelas, que abrange toda a Bélgica.
Diocese de 1558 até sua supressão em 1801, em 1832 tornou-se um vicariato apostólico pré-diocesano como Administração Apostólica de Flandres Ocidental. Seu território coincide com Flandres Ocidental.
A sede episcopal da diocese é a Catedral de São Salvador, dedicada a Nosso Salvador, em Bruges, Flandres Ocidental, que também é uma basílica menor. O santo padroeiro da diocese é Donaciano de Reims, por isso a catedral também é conhecida como Sint-Salvators-en Donaaskathedraal.

## Estatísticas
Em 2014, atendia pastoralmente 965.000 católicos (82,1% de um total de 1.174.752) em 3.145 km² em 362 paróquias e 65 missões com 708 padres (499 diocesanos, 209 religiosos), 91 diáconos, 1.986 religiosos leigos (290 irmãos, 1.696 irmãs) e 7 seminaristas.[carece de fontes?]

## História
A diocese de Bruges foi estabelecida em 12 de maio de 1558, em território separado da Diocese de Tournai , como parte da grande reforma da Igreja dos Habsburgos nos então Países Baixos espanhóis . Sua sede, a Catedral de São Donaciano , foi destruída em um incêndio em 1799, após a Revolução Francesa.[carece de fontes?]
Durante as reformas sob o Concordato Napoleônico , a diocese foi suprimida em 15 de julho de 1801 e seu território foi incorporado à Diocese de Ghent.[carece de fontes?]
Em 17 de dezembro de 1832, logo após a independência da Bélgica , o território foi restaurado como a Administração Apostólica pré-diocesana de Flandres Ocidental . Em 27 de maio de 1834, o território foi novamente promovido a diocese e renomeado após sua sede, Bruges, enquanto o Administrador Apostólico em exercício tornou-se Bispo Sufragâneo. Em 31 de maio de 1967, a diocese perdeu uma parte do território para a muito mais antiga Diocese de Tournai , logo após uma reorganização das fronteiras provinciais envolvendo alguns municípios, notavelmente Mouscron sendo transferido para a província de Hainaut (à qual o bispado de Tournai está agora limitado).[carece de fontes?]
Em 1985, a diocese de Bruges recebeu a visita papal do Papa João Paulo II, que em 17 de maio fez uma homilia sobre os horrores da guerra em Ypres, como parte de sua visita pastoral aos Países Baixos.
Um escândalo em 2010 fez com que o bispo Roger Vangheluwe, um pederasta confesso e pouco arrependido, fosse forçado a se aposentar precocemente.

## Bispos
Bispos sufragâneos (primeira diocese)
- 1560–1567: Petrus Curtius (Petrus De Corte)
- 1569–1594: Remigius Driutius (Remi Drieux)
- 1596–1602: Mathias Lambrecht
- 1604–1616: Charles Philippe de Rodoan
- 1616–1620: Anthonius Triest (também bispo de Gante)
- 1623–1629: Denis Stoffels
- 1630–1639: Servaas de Quinckere
- 1642–1649: Nicolaas de Haudion
- 1651–1660: Carolus van den Bosch (posteriormente bispo de Gante)
- 1662–1668: Robert de Haynin
- 1668–1671: Vacante (Charles Geleyns como administrador diocesano)
- 1671–1681: François de Baillencourt
- 1682–1689: Humbertus Guilielmus de Precipiano (também Arcebispo de Mechelen)
- 1691–1706: Guilielmus (Willem) Bassery
- 1706–1716: Vacant
- 1716–1742: Hendrik Jozef van Susteren
- 1743–1753: Jan-Baptist de Castillon
- 1754–1775: Joannes-Robertus Caimo
- 1777–1794: Felix Brenart

Suprimido
Administrador Apostólico de Flandres Ocidental
- Franciscus Renatus Boussen (21 de janeiro de 1833 - 27 de maio de 1834), Bispo Titular de Ptolemais (17 de dezembro de 1832 - 23 de junho de 1834), Bispo Coadjutor de Gante (Bélgica) (17 de dezembro de 1832 - 23 de junho de 1834)

Bispos sufragâneos (restaurados)
- 1834–1848: Franciscus Renatus Boussen
- 1848–1864: Joannes-Baptista Malou
- 1864–1894: Johan Joseph Faict
- 1894–1895: Petrus De Brabandere
- 1895–1931: Gustavus Waffelaert
- 1931–1952: Henricus Lamiroy
- 1952–1984: Emiel-Jozef De Smedt
- 1984–2010: Roger Joseph Vangheluwe
- 2010–2015: Jozef De Kesel, nomeado Arcebispo de Malinas-Bruxelas
- 2016–present: Lode Aerts